# Arcotheres ocularius
Arcotheres ocularius — вид морських крабів родини Pinnotheridae. Описаний у 2020 році.

## Поширення
Вид виявлений на Фіджі та острові Ломбок (Індонезія). Мешкає у припливній зоні.